# Robert Siatka
Robert Siatka (* 20. Juni 1934 in Le Martinet, Département Gard) ist ein ehemaliger französischer Fußballspieler polnischer Abstammung.

## Die Vereinskarriere
Robert Siatka kam, gerade 19-jährig, zu Beginn der Spielzeit 1953/54 vom unterklassigen Alès Olympique zu Stade de Reims, das wenige Wochen zuvor Triumph und Trauer gleichermaßen gekostet hatte: dem Gewinn der zweiten französischen Meisterschaft und anschließend der Coupe Latine war der grauenvolle Unfalltod des jungen Francis Méano gefolgt.
Diese Situation erleichterte dem Neuling, der in einem Bergdorf in den südlichen Cevennen aufgewachsen war, das Einleben in einer sportlich und atmosphärisch ungewohnten Umgebung nicht gerade, so dass er in seiner ersten Saison in der Division 1 lediglich sporadisch eingesetzt wurde.
1954 allerdings verließ das Reimser Urgestein Roger Marche den Verein, und Trainer Batteux bestimmte Siatka zu dessen Nachfolger auf der linken Verteidigerposition – und ein Jahr später gewann der immer noch junge Spieler seinen ersten Meistertitel.
Im Jahr darauf lief es nicht ganz so „rund“ für ihn: er bestritt nur die Hälfte der Saisonspiele, weil er wegen seines Militärdienstes nicht regelmäßig zur Verfügung stand und sich zudem mit Raymond Cicci, Raoul Giraudo und Simon Zimny um nur drei vakante Plätze in der Defensive streiten musste (das „Reimser Denkmal“ Robert Jonquet und Penverne waren bei Trainer Batteux gesetzt). Aber am Ende war es Siatka, der im wichtigsten Saisonspiel der Rémois einen dieser Plätze ergatterte: aufgrund einer Verletzung Ciccis stand er bei der allerersten Austragung des Europapokals der Landesmeister im Finale. Stade de Reims verlor am 13. Juni 1956 zwar mit 3:4 gegen Real Madrid, aber für den 21-jährigen blieb es ein Höhepunkt in seiner an Erfolgen alles andere als armen Karriere.
Endgültig bei Stade durchsetzen – und das dann für die nächsten sechs Jahre – konnte sich Robert Siatka, der 1957 in Argentinien mit der französischen Auswahl Militärweltmeister geworden war, in der Spielzeit 1957/58, an deren Ende er erneut Landesmeister, dazu erstmals auch Pokalsieger wurde. Dabei kamen ihm Ausdauer (den Spitznamen "le cheval [dt. "das Pferd"] trug er nicht nur wegen seines Laufstils) und Vielseitigkeit zugute: normalerweise auf der linken Seite (als Verteidiger oder Außenläufer) zuhause, übernahm er nach Penvernes Abschied (1959) problemlos dessen rechte Läuferposition, ersetzte ab 1960 Jonquet als Mittelläufer, räumte 1962 diesen Platz für Kaelbel und spielte wieder auf der rechten Seite – und erledigte die jeweiligen Aufgaben höchst zuverlässig. Als Reims allerdings 1959 zum zweiten Mal im Europapokalendspiel stand, verhinderte eine Verletzung seinen erneuten Einsatz. Dafür gewann er 1960 und 1962 zwei weitere französische Meistertitel.
1963 verließ Albert Batteux die Rot-Weißen nach einer letzten Vizemeisterschaft in der Division 1 – und der neue Trainer, Camille Cottin, setzte Siatka nur noch in zwei Punktspielen ein. Am Ende der Saison 1963/64 stieg Reims in die 2. Liga ab und der Mann aus dem Languedoc wechselte vom französischen „Flaggschiff“ der 50er zu dem der 60er Jahre: keine 12 Monate später gewann le cheval mit dem FC Nantes seinen fünften Meistertitel und beendete anschließend seine erfolgreiche Laufbahn.

### Stationen
- Alès Olympique (bis 1953)
- Stade de Reims (1953–1964)
- FC Nantes (1964/65)

## Der Nationalspieler
Im Juli 1960 bestritt Robert Siatka sein einziges Länderspiel für die Équipe Tricolore (0:2 gegen die CSSR im Spiel um Platz drei bei der ersten Europameisterschaft).

## Leben nach der Zeit als Spieler
Später hat Siatka als Trainer bei unterklassigen Vereinen (Olympique Avignon 1968–1970, FC Bourges 1970–1972 und 1973/74) gearbeitet. Er gehört dem Verein der Ehemaligen von Stade Reims an und hat Ende Mai 2012 im Stade Auguste-Delaune – zusammen mit seinen ehemaligen Mannschaftskameraden Piantoni, Fontaine, Colonna und Muller – als Ehrengast des Landesverbandes den symbolischen Anstoß zu einem Länderspiel der A-Nationalmannschaft ausgeführt.

## Palmarès
- Französischer Meister: 1955, 1958, 1960, 1962 (mit Reims), 1965 (mit Nantes)
- Französischer Pokalsieger: 1958
- Gewinner der Coupe Charles Drago: 1954
- Europapokal der Landesmeister: Teilnahme 1955/56 (auch im Endspiel), 1958/59, 1960/61 und 1962/63 (16 Einsätze, 2 Tore)
- 259 D1-Einsätze (17 Tore) für Reims, 22 Spiele (2 Tore) für Nantes
- 1 A-Länderspiel
- Militärweltmeister 1957